# Episodi di Paranoid
La prima ed unica stagione della serie televisiva Paranoid, formata da 8 episodi, è stata trasmessa in prima visione su ITV dal 22 settembre al 10 novembre 2016.
In Italia e in tutti i territori dove il servizio on demand Netflix è disponibile, la stagione è stata interamente pubblicata il 17 novembre 2016.
| nº | Titolo originale | Titolo italiano | Prima TV Regno Unito | Pubblicazione Italia |
| -- | ---------------- | --------------- | -------------------- | -------------------- |
| 1  | Episode 1        | Episodio 1      | 22 settembre 2016    | 17 novembre 2016     |
| 2  | Episode 2        | Episodio 2      | 29 settembre 2016    | 17 novembre 2016     |
| 3  | Episode 3        | Episodio 3      | 6 ottobre 2016       | 17 novembre 2016     |
| 4  | Episode 4        | Episodio 4      | 13 ottobre 2016      | 17 novembre 2016     |
| 5  | Episode 5        | Episodio 5      | 20 ottobre 2016      | 17 novembre 2016     |
| 6  | Episode 6        | Episodio 6      | 27 ottobre 2016      | 17 novembre 2016     |
| 7  | Episode 7        | Episodio 7      | 3 novembre 2016      | 17 novembre 2016     |
| 8  | Episode 8        | Episodio 8      | 10 novembre 2016     | 17 novembre 2016     |